# Зиммель, Йоханнес Марио
Йоха́ннес Ма́рио Зи́ммель (нем. Johannes Mario Simmel; 7 апреля 1924, Вена, Австрия — 1 января 2009, Люцерн, Швейцария) — австрийский писатель.

## Биография
Автор нескольких десятков книг, в основном приключенческих и мелодраматических, многие из которых числились в списках бестселлеров, были переведены на ряд языков и экранизированы, причём с успехом (среди экранизировавших его романы режиссёров были Курт Хофман, Роберт Сиодмак, Геза фон Радваньи, Альфред Форер, Петер Цадек и др.). Жил в Австрии и Великобритании.
Получил образование инженера-химика. После Второй мировой войны работал журналистом и переводчиком при американском военном командовании. В 1949 г. опубликовал свой первый роман «Удивительно, как я счастлив» и с тех пор посвятил себя написанию приключенческих романов, посвящённых вопросам современной политики. Неоднократно критически высказывался в адрес своего литературного «оппонента» Х. Г. Конзалика. В своих романах отстаивал либеральные политические взгляды, писал о таких проблемах, как насилие в отношении гастарбайтеров, торговля наркотиками, незаконные генетические эксперименты и др. В последние годы проживал в Швейцарии в кантоне Цуг, прекратив литературную деятельность.
Творчество Зиммеля отмечено наградами Австрии и Германии.

## Публикации на русском языке
- Люди — не острова. Рига: Лиесма, 1981.
- В лабиринте секретных служб. М.: Остросюжетный детектив, В-7, Фемида, 1991.
- Ушли клоуны, пришли слёзы. М.: ЛГ-бестселлер; Наша кампания, 1993.
- Горькую чашу — до дна. М.: Радуга, 1994.
- Тайный заговор Каина. М.: Пресса, 1996.
- И даже когда я смеюсь, я должен плакать… М.: Мир, 1997.
- Ответ знает только ветер. Серия: Зарубежный детектив. М.: Терра — Книжный клуб, 2001. ISBN 5-275-00308-0
- А с клоунами пришли слёзы. М.: Мир, 2003.
- Из чего созданы сны. М.: Мир книги, 2003.
- Любовь — последний мост. М.: Мир книги, 2004.
- Ответ знает только ветер. М.: Мир книги, 2005.
- Любовь — только слово. М.: Мир книги, 2005.
- Не каждый же день вкушать икру. М.: Мир книги, 2006.
- Пятый угол. Серия: Зарубежные военные приключения М.: Вече, 2008. В 2-х томах. Том 1: ISBN 978-5-9533-3082-4; Том 2: ISBN 978-5-9533-3083-1

## Экранизации и сценарные работы[6]
В 1950-х годах писатель выступал как сценарист, автор около 20 сценариев к фильмам, обычно переработок произведений других авторов. Например, в 1955 году совместно с Эмилем Бурри переработал сценарий Герхарда Менцеля к экранизации 1940 года повести А. С. Пушкина для ремейка "Дуня". 
Авторские же произведения писателя экранизированы почти 30 раз, в основном в ФРГ в 1960—1970-е годы, в том числе:
- 1961 — Дело Нины Б. / Affäre Nina B., реж. Роберт Сиодмак — по одноимённому роману
- 1974 — Ответ знает только ветер / Die Antwort kennt nur der Wind, реж.: Альфред Форер — по одноимённому роману

Как актёр писатель появился на экране лишь однажды — в эпизодической не указанной в титрах роли гостя с шампанским на вечеринке в фильме «Ответ знает только ветер» (1974).